# Lärad

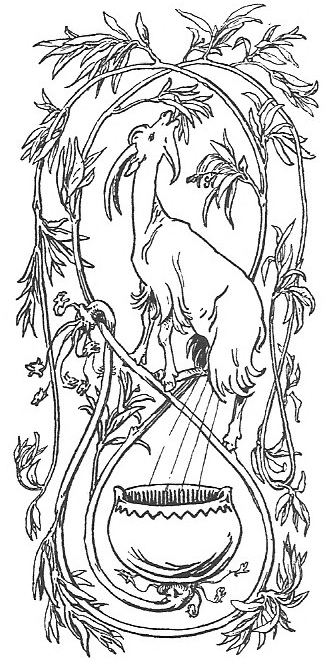
Heidrun betar från Lärads grenar. Bild av Lorenz Frølich, 1895.

Lärad (fornvästnordiska: Læraðr eller Léraðr) är ett träd i nordisk mytologi. Trädet omtalas i eddadikten Grímnismál 25–26, där vi får veta att geten Heidrun (Heiðrún) och hjorten Eiktyrner (Eikþyrnir) står på Valhalls tak och betar från trädets grenar. Heidrun ger mjöd i stället för mjölk, och det i sådan mängd att alla Valhalls enhärjar dagligen kan bli fulldruckna (fulldrukknir). Från Eiktyrners horn dryper vatten (dagg?) i sådan myckenhet att det flödar ner i Hvergelmir, varifrån all världens floder fylls.
Trädet omtalas också av Snorre Sturlasson i Gylfaginning, kapitel 39, där vi även får veta att Lärad är ett barrträd − i varje fall om det allittererade uttrycket bíta barr (äta barr) skall tolkas bokstavligt.
Troligen är Lärad ett heiti, eller en poetisk synonym, för världsträdet Yggdrasil. För detta talar trädets lokalisering. Det överskuggar Valhall, vilket betyder att det står i världens centrum, och Hvergelmir, som fylls av vattnet från Eiktyrners horn, är en av de källor som ligger vid Yggdrasils rötter. Flera eddadikter uppger dessutom att Yggdrasil är omgiven av skadegörare som biter, gnager och äter av trädet. Heidrun och Eiktyrner tillhör kanske inte de värsta av dessa, men de smälter väl in i helhetsbilden.
Stavningen av namnet Lärad varierar i olika handskrifter, vilket komplicerar tolkningen. Om första ledet är Læ- ("svek"; "skada") skulle namnet kunna syfta på trädet som den plats där Oden i nio dagar och nätter hängde spjutstungen, offrad av sig själv åt sig själv. Om första stavelsen i stället är (H)lé- ("lä", "skydd") skulle namnet kunna utläsas *Hléráðr, "den som råder för lä", det vill säga genom sitt grenverk skyddar för vinden. Kanske har man tänkt sig Lärad som ett vårdträd vid Valhall, men etymologin är långt ifrån klar och även andra tolkningar har föreslagits.
Namnet Læraðr, Léraðr (eller kanske *Hléráðr) har försvenskats på olika sätt: Lärad (Erik Brate, Björn Collinder, Arvid August Afzelius); Läråd (Nils Fredrik Sander, Peter August Gödecke); Lerad (Anders Jacob Danielsson Cnattingius); Leråd (Karl G. Johansson och Mats Malm) samt Läråde (Åke Ohlmarks).

## Källtexterna

### Grímnismál25-26
| Heidrun heter geten, som på Härfaders sal står och gnager av Lärads grenar; en kanna skall hon fylla med det klara mjöd; det mjödet ej minskas kan. Hjorten Eiktyrner heter, som på Härfaders sal står och gnager av Lärads grenar; från hans horn drypa droppar i Vergelmer, därifrån alla vatten välla. | Heiðrún heitir geit, er stendr höllu á ok bítr af Læraðs limum; skapker fylla hon skal ins skíra mjaðar; kná-at sú veig vanask. Eikþyrnir heitir hjörtr, er stendr höllu á ok bítr af Læraðs limum; en af hans hornum drýpr í Hvergelmi, þaðan eigu vötn öll vega. |  |

### Gylfaginning39
| En get som heter Hejdrun, står i Valhall och biter barr af grenarne på det namnkunniga trädet Lerad. Ur dess spenar rinner så mycket mjöd, att ett dryckeskar fylles dermed, som är så stort, att alla Enhärjarne varda deraf fulldruckne. Då frågade Ganglere: denna geten är högst konstig, och ett dyrbart träd måste det vara, hvaraf hon äter. Då svarade Har: mera är dock att märka om hjorten Ekthyrner, som står i Valhall och biter af samma träds grenar och af hornen flyter en så stor ström, att den rinner ända ner i Hvergelmer; och derifrån utströmma de floder, som heta Sid och Vid, Seken och Eken, Svöl, Gunndro, Fjörm, Fimbulthul, Gipul, Göpul, Gömul, Geirvimul; dessa falla öfver Asabygderna. Desse äro än nämnde: Thyn, Vin, Thöll, Böll, Grad, Gunnthrainn, Nyt, Nöt, Nönn, Hrönn, Vina, Vegsvinn, Thjodnuma. | Geit sú, er Heiðrún heitir, stendr uppi á Valhöll ok bítr barr af limum trés þess, er mjök er nafnfrægt, er Læraðr heitir, en ór spenum hennar rennr mjöðr sá, er hon fyllir skapker hvern dag. Þat er svá mikit, at allir Einherjar verða fulldrukknir af. Þá mælti Gangleri: "Þat er þeim geysihaglig geit. Forkunnargóðr viðr mun þat vera, er hon bítr af." Þá mælti Hárr: "Enn er meira mark at of hjörtinn Eikþyrni, er stendr á Valhöll ok bítr af limum þess trés, en af hornum hans verðr svá mikill dropi, at niðr kemr í Hvergelmi, ok þaðan af falla þær ár, er svá heita: Síð, Víð, Sækin, Ekin, Svöl, Gunnþró, Fjörm, Fimbulþul, Gípul, Göpul, Gömul, Geirvimul. Þessar falla um ása byggðir. Þessar eru enn nefndar: Þyn, Vín, Þöll, Höll, Gráð, Gunnþráin, Nyt, Nöt, Nönn, Hrönn, Vína, Vegsvinn, Þjóðnuma." |  |